# プメレレ・カフ
プメレレ・カフ（Phumelele Cafu、1994年9月28日 - ）は、南アフリカ共和国のプロボクサー。東ケープ州ダンカン村出身。元WBO世界スーパーフライ級王者。

## 来歴

### プロ時代

#### フライ級
2015年5月26日、プロデビュー戦を行い、2回TKO勝ち。
2019年9月28日、ヨハネスブルクのポーチュギーズ・ホールでハムザ・ムチャンジョとWBFインターナショナルフライ級王座決定戦を行い、4回1分51秒TKO勝ちを収め王座獲得に成功した。

#### スーパーフライ級
2023年8月20日、ソウェトのオーランド・コミュニティ・ホールでジェニシス・リブランザとIBFインターナショナルスーパーフライ級王座決定戦を行い、10回3-0の判定勝ちを収め王座獲得に成功した。
2023年12月16日、イースト・ロンドンのインターナショナル・コンベンション・センターでエナティ・ステルと南アフリカ共和国スーパーフライ級王座決定戦を行い、1回26秒TKO勝ちを収め王座獲得に成功した。
2024年10月13日、有明アリーナでWBO世界スーパーフライ級王者田中恒成に挑戦し、12回2-1の判定勝ちを収め王座獲得に成功した。
2025年7月19日、アメリカのテキサス州にてWBC世界スーパーフライ級王者のジェシー・ロドリゲスとWBC・WBO世界同級王座統一戦を行い、10回にロドリゲスに右フックを効かされ、タオル投入となるTKO負けを喫し、WBO王座の初防衛に失敗し、王座統一に失敗した。

## 戦績
- プロボクシング：15戦 11勝 (8KO) 1敗

| 戦           | 日付           | 勝敗 | 時間     | 内容    | 対戦相手                         | 国籍             | 備考                                            |
| ------------ | -------------- | ---- | -------- | ------- | -------------------------------- | ---------------- | ----------------------------------------------- |
| 1            | 2018年5月26日  | ☆    | 2R 3:00  | TKО     | プメレロ・マコロ                 | 南アフリカ共和国 | プロデビュー戦                                  |
| 2            | 2018年6月24日  | △    | 4R       | 判定1-1 | ランディ・ングセケ               | 南アフリカ共和国 |                                                 |
| 3            | 2018年11月4日  | ☆    | 4R 3:00  | TKО     | タンドルウェトゥ・ンクウェンテニ | 南アフリカ共和国 |                                                 |
| 4            | 2018年12月15日 | ☆    | 2R 3:00  | TKO     | ダリシズウェ・コマニ             | 南アフリカ共和国 |                                                 |
| 5            | 2019年6月30日  | △    | 10R      | 判定1-1 | ゾリル・ミヤ                     | 南アフリカ共和国 |                                                 |
| 6            | 2019年9月28日  | ☆    | 4R 1:51  | TKО     | ハムザ・ムチャンジョ             | タンザニア       | WBFインターナショナルフライ級王座決定戦         |
| 7            | 2022年3月27日  | △    | 12R      | 判定1-1 | ジャクソン・チャウケ             | 南アフリカ共和国 | 南アフリカ共和国フライ級タイトルマッチ          |
| 8            | 2022年5月28日  | ☆    | 5R 3:00  | TKО     | ティナシェ・マジョニ             | ジンバブエ       |                                                 |
| 9            | 2022年7月29日  | ☆    | 5R 3:00  | TKO     | ベン・マナンキル                 | フィリピン       |                                                 |
| 10           | 2022年10月23日 | ☆    | 2R 3:00  | KO      | ラザラス・ナマランボ             | ナミビア         |                                                 |
| 11           | 2022年12月23日 | ☆    | 12R      | 判定2-1 | ジャクソン・チャウケ             | 南アフリカ共和国 |                                                 |
| 12           | 2023年8月20日  | ☆    | 10R      | 判定3-0 | ジェニシス・リブランザ           | フィリピン       | IBFインターナショナルスーパーフライ級王座決定戦 |
| 13           | 2023年12月16日 | ☆    | 1R 0:26  | KO      | エナティ・ステッレ               | 南アフリカ共和国 | 南アフリカ共和国スーパーフライ級王座決定戦      |
| 14           | 2024年10月16日 | ☆    | 12R      | 判定2-1 | 田中恒成                         | 日本             | WBO世界スーパーフライ級タイトルマッチ           |
| 15           | 2025年7月19日  | ★    | 10R 2:07 | TKO     | ジェシー・ロドリゲス             | アメリカ合衆国   | WBC・WBO世界スーパーフライ級王座統一戦 WBO陥落  |
| テンプレート |                |      |          |         |                                  |                  |                                                 |

## 獲得タイトル
- WBFインターナショナルフライ級王座
- IBFインターナショナルスーパーフライ級王座
- 南アフリカ共和国スーパーフライ級王座
- WBO世界スーパーフライ級王座（防衛0）